# Jonas Möstel
Jonas Möstel (* 20. Februar 1540 in Weida; † 17. Januar 1607 in Dresden) war ein Dresdner Stadtschreiber und Bürgermeister.

## Leben
Möstel stammte aus einer vogtländischen Familie. Sein Vater Wolfgang Möstel war Superintendent von Weida, sein älterer Bruder Tobias Rektor der Dresdner Kreuzschule und später Stadtrichter in Leipzig. Jonas besuchte zunächst die Schule in Naumburg und studierte von 1565 bis 1569 an der Jenaer Universität. Anschließend wechselte er an die Universität Leipzig. Nach Abschluss seiner juristischen Ausbildung wurde er 1571 als Gerichts- und Unterstadtschreiber in Dresden angestellt. Am 4. Februar 1578 heiratete er die aus einer Dresdner Ratsherrenfamilie stammende zweitälteste Tochter des Papiermachers und Stadtrichters Hieronymus Schaffhirt, Anna Schaffhirt. Das Paar hatte insgesamt 11 Kinder.
Nachdem Möstel 1575 das Dresdner Bürgerrecht erworben hatte, wurde er zehn Jahre später in den Rat aufgenommen. 1599 wurde er erstmals regierender Bürgermeister und hatte dieses Amt der Ratsordnung entsprechend erneut, 1602 und 1605 inne. Zu seinen ersten Aufgaben gehörte die Leitung der Instandsetzung der Sophienkirche zwischen 1599 und 1602. 1601 gehörte er zu den zwölf Ratspersonen, die als Schöffen im Prozess gegen den kurfürstlichen Kanzler Nikolaus Krell eingesetzt waren.
Am 17. Januar 1607 verstarb er in Dresden und wurde am 22. Januar auf dem Frauenkirchhof im Schwibbogengrab XXVII an der südöstlichen Mauer des Sakristeianbaus der alten Frauenkirche bestattet.
Die Tochter Margaretha (* 13. Mai 1580 in Dresden; † 15. Oktober 1626 in Leipzig) heiratete 1598 den Dresdner (später Leipziger) Hofgerichtsadvokaten Johann Rentzel den Jüngeren (* 20. August 1569 in Hamburg; † 5. August 1631 in Leipzig).